# Disneyland Abu Dhabi
Koordinaten: 24° 30′ 0″ N, 54° 36′ 0″ O
Disneyland Abu Dhabi ist ein geplantes Themenpark-Resort, das auf Yas Island in Abu Dhabi, Vereinigte Arabische Emirate, entstehen soll. Das Resort wird im Besitz der Miral Group sein und von dieser betrieben, unter einer Lizenz der Walt Disney Company bzw. Disney Experiences. Walt Disney Imagineering wird das Resort sowie die Attraktionen im Themenpark entwerfen. Am 7. Mai 2025 angekündigt, wird es das erste Themenpark-Resort von Disney im Nahen Osten und das siebte weltweit sein – nach dem Disneyland Resort, dem Walt Disney World Resort, dem Tokyo Disney Resort, Disneyland Paris, dem Hong Kong Disneyland Resort und dem Shanghai Disney Resort. Außerdem ist es das zweite Disney-Resort, das nicht von Disney Experiences betrieben wird, nach dem Tokyo Disney Resort.

## Geschichte
Disney wurde bereits im Januar 2011 mit einem anderen Themenpark-Projekt im Nahen Osten in Verbindung gebracht, in Haifa, Israel. Das Projekt sollte teilweise von Shamrock Holdings, einer mit Disney verbundenen Investmentfirma, finanziert werden. Nachdem die israelische Wirtschaftszeitung Globes und der Branchendienst Amusement Management berichteten, dass Disney selbst an der Entwicklung des Projekts beteiligt sein würde, stellte ein Sprecher von Walt Disney Parks and Resorts gegenüber Fast Company klar, dass Disney keine Pläne habe, sich am Bau des Parks zu beteiligen.
Die Entwicklung eines Disney-Parks in Abu Dhabi war bereits zehn Jahre lang Gesprächsthema, bevor sie am 7. Mai 2025 offiziell angekündigt wurde.

## Übersicht
Das Resort wird auf Yas Island entstehen, einem bedeutenden Unterhaltungsziel, das bereits Attraktionen wie Warner Bros. World, SeaWorld Abu Dhabi und Ferrari World beherbergt. Der neue Disney-Park soll Disneys ikonische Geschichten und Figuren mit der lebendigen Kultur, Architektur und der Lage am Wasser von Abu Dhabi verbinden. Disney-CEO Bob Iger bezeichnete das Projekt als „authentisch Disney und unverkennbar emiratisch“ und hob dabei die besondere Integration lokaler Einflüsse in Disneys Erzählweise hervor. Obwohl der offizielle Name des Resorts noch nicht bekannt gegeben wurde, hat Iger das Projekt als „Disneyland Abu Dhabi“ bezeichnet – ein Arbeitstitel, der auch in öffentlichen Äußerungen verwendet wird, bis ein endgültiger Name feststeht.
Der Park wird von der Miral Group betrieben und finanziert, aber von Walt Disney Imagineering entworfen. Ein Eröffnungstermin wurde noch nicht bekannt gegeben, da sich das Projekt derzeit in der Entwicklungsphase befindet.
Nach seiner Fertigstellung wird das Resort Disney-Themenattraktionen, Hotels direkt vor Ort, regional inspirierte Gastronomie- und Einzelhandelsangebote sowie immersive Erlebnisse bieten, die Disneys Erzählkunst mit Elementen der emiratischen Kultur und Gestaltung verbinden. Die Ankündigung in Abu Dhabi ist die erste neue Themenpark-Ankündigung von Disney seit der Vorstellung von Shanghai Disneyland im Jahr 2010.

## Referenzen
1. ↑  Frank: Disney Announces Plans for New Theme Park and Resort with Miral in Abu Dhabi. 7. Mai 2025, abgerufen am 9. Mai 2025 (amerikanisches Englisch).
2. ↑  Disney to Open Theme Park in Israel? Archiviert vom Original (nicht mehr online verfügbar) am 27. Dezember 2011; abgerufen am 9. Mai 2025.
3. ↑  Disneyland Abu Dhabi: Yas Island Real Estate Boom | NOVVI Properties. Abgerufen am 9. Mai 2025 (englisch).
4. ↑  Natasha Chen: Disney announces a new theme park in Abu Dhabi, its first new resort in a generation. 7. Mai 2025, abgerufen am 9. Mai 2025 (englisch).
5. ↑  Alison Durkee: Disneyland Abu Dhabi: Here’s What We Know About Disney’s New Theme Park. Abgerufen am 9. Mai 2025 (englisch).